# Гулідов Сергій Анатолійович
Сергі́й Анато́лійович Гулі́дов — полковник Збройних сил України.
Станом на 2013 рік — заступник командира 93-ї окремої механізованої бригади.

## Нагороди
За особистий внесок у зміцнення обороноздатності Української держави, мужність, самовідданість і високий професіоналізм, виявлені під час виконання військового обов'язку, та з нагоди Дня Збройних Сил України нагороджений орденом Богдана Хмельницького III ступеня (2.12.2016).